# Rawbank
Rawbank es una institución financiera con sede en la República Democrática del Congo (RDC). El banco fue fundado el 2 de mayo de 2002 y ha crecido hasta convertirse en el banco más grande de la República Democrática del Congo con activos totales de 4200 millones de dólares en el año fiscal 2021. El banco tiene más de 1.800 empleados y presta servicios a más de 500000 clientes corporativos, pymes y minoristas a través de su red de 110 sucursales, más de 400 cajeros automáticos, así como sus plataformas y aplicaciones de banca digital.

## Antecedentes

### Grupo Rawji
La familia se estableció en la República Democrática del Congo en 1902. El Grupo Rawji es propiedad de los hermanos Rawji: Mushtaque, Zahir, Mazhar, Aslam y Murtaza. La historia del grupo Rawji comienza a principios del siglo XX, cuando Merali Rawji (padre de los hermanos Mushtaque) se instaló en Kindu, luego en Kalemie y más tarde en Kisangani, en la parte oriental de lo que entonces era el Congo Belga.
Inicialmente, la familia comerciaba café y cacao, la exportación predominante del este del Congo Belga. En 1966, la familia adquirió Beltexco, una empresa distribuidora de productos textiles con presencia a nivel nacional.
Los directores de este grupo de empresas son descendientes del fundador (Merlan Rawji). Crecieron en el Congo Belga y fueron a Europa para completar su educación. A principios de la década de 1990, la guerra sacudió a la República Democrática del Congo (RDC), pero el grupo Rawji continuó manteniendo y expandiendo sus actividades comerciales. Se establecieron en la capital, Kinshasa, y continuaron diversificando su cartera de actividades con lo siguiente;
- Prodimpex SA; Importador y distribuidor de una serie de productos y accesorios automotrices. Representa con exclusividad a General Motors, BMW, Isuzu, Yamaha, etc.
- Marsavco SA, entidad que fue adquirida de Unilever; que es una planta procesadora de aceite de palma que produce jabones, detergentes, margarina y aceites de cocina refinados; estos se distribuyen posteriormente y se comercializan bajo marcas propias.
- CIMKO; enpresa encargada de la fabricación de cemento. Tienen la fábrica de cemento más grande de la RDC con una capacidad anual de 1,2 millones de toneladas métricas.
- RawSur, aseguradora privada que vende seguros de vida y  seguros no de vida (non-life insurance).
- Parkland, empresa que participa activamente en el desarrollo inmobiliario, la construcción y la distribución de derivados del hormigón a la industria de la construcción de la República Democrática del Congo.
- Proton SA es una empresa que produce servicios eléctricos que produce cableado y cables de cobre utilizados en la transmisión de electricidad. Su amplia gama de productos se adapta a usos industriales pesados o usos residenciales ligeros.

### Crisis inflacionaria de la República Democrática del Congo
Durante este contexto se cerraron nueve bancos, incluidos tres bancos públicos. Además el país padecía la segunda guerra del Congo.

## Historia
Rawbank fue fundada en 2002 por la familia Rawji, que tiene un conjunto diversificado de intereses comerciales en la República Democrática del Congo, enmarcados en el grupo Rawji.
El banco fue fundado en 2002, en el contexto de una crisis en el sector bancario. Esto era culpa de la hiperinflación y abuso estatal de la década de 1990 en la Democrática del Congo. Durante este contexto se cerraron nueve bancos, incluidos tres bancos públicos.
En un principio, este banco empleaba a unas pocas docenas de personas. Doce años después, ocupa la primera posición en el mercado congoleño, incluso por delante del Banco Comercial del Congo que fue el principal banco del país, y uno de los más antiguos (ya que fue fundado un siglo antes, en 1909)

## Operaciones
Rawbank es una institución financiera de servicio completo que atiende a empresas, pymes, minoristas e instituciones. Es miembro de la red interbancaria SWIFT. Actualmente, Rawbank tiene 105 sucursales distribuidas geográficamente por todo el país, alberga una red de más de 300 cajeros automáticos, es miembro principal de las redes Visa y MasterCard y representa a MoneyGram International en la República Democrática del Congo. Rawbank SA mantiene su compromiso de brindar servicios financieros a través de los canales tradicionales de distribución, así como a través de sus canales digitales. Su estrategia de cinco años se centra en una estrategia digital primero, para garantizar que cumpla con sus objetivos de inclusión financiera para la población marginada de la RDC.
En agosto de 2014, el sesenta por ciento de los clientes de Rawbank mantenían cuentas minoristas. La introducción de cuentas de dinero móvil permitió al banco atraer clientes en lugares remotos, al igual que la introducción de la banca por Internet.
En marzo de 2020, Rawbank era el banco comercial más grande de la República Democrática del Congo, con el 28 % de los activos bancarios del país y una base de clientes de casi 300 000 cuentas. Rawbank fue la primera casa financiera en la República Democrática del Congo en ofrecer hipotecas al público en 2015.

## Red de sucursales
En 2023, Rawbank informa que tienen una red de 100 sucursales de venta en 19 provincias del país, en particular Alto Katanga, Kasai, los dos Kivus (Kivu del Norte y Kivu del Sur), Équateur y Congo Central. Toda esta red es complementada por una oficina de representación en Bruselas y 240 cajeros automáticos. Tienen una plantilla de más de 1800 personas.